# Rasizam
Rasizam je vjerovanje da ljudske skupine posjeduju različite osobine ponašanja i da se mogu podijeliti prema superiornosti jedne rase nad drugom. Također može uključivati predrasude, diskriminaciju, ili antagonizam prema osobama druge rase ili etniciteta. Moderne varijante rasizma često se zasnivaju na društvenoj percepciji bioloških razlika među ljudima. Ovakvi stavovi mogu zadobiti oblik društvenih akcija, praksi ili vjerovanja, ili političkih sustava u kojima su različite rase rangirane kao inherentno superiornije ili inferiornije, a takve se prakse zasnivaju na pretpostavljenim zajedničkim nasljeđenim osobinama, vještinama ili kvalitetama.
Bilo je pokušaja da se rasistička vjerovanja legitimiziraju kroz znanost, poput znanstvenog rasizma za koji je dokazano da nema znanstvene osnove. Kod političkih sustava poput apartheida koji podržavaju izražavanje predrasuda ili averzije kroz diskriminatorne prakse ili zakone, rasističke ideologije mogu uključivati povezane društvene aspekte poput nativizma, ksenofobije, drugosti, segregacije, hijerarhijskog rangiranja i nadmoći.
Dok se koncepti rase i etniciteta smatraju odvojenima u suvremenim društvenim znanostima, ti termini imaju dugu povijest jednoznačnosti u popularnoj upotrebi i starijoj literaturi društvenih znanosti. "Etnicitet" se često koristi sa značenjem bliskim onom tradicionalno povezanim s "rasom", podjelom ljudskih skupina utemeljenoj na odlikama za koje se pretpostavljalo da su ključne ili urođene skupinama (npr. zajedničkom porijeklu ili zajedničkom ponašanju). Rasizam i rasna diskriminacija se često koriste kako bi se opisala diskriminacija na etničkoj ili kulturnoj osnovi, neovisno o tome opisuju li se te razlike kao rasne. Prema Međunarodnoj konvenciji o ukidanju svih oblika rasne diskriminacije Ujedinjenih naroda, ne postoji razlika između termina "rasne" i "etničke" diskriminacije. U Konvenciji je zaključeno kako je superiornost zasnovana na rasnim razlikama znanstveno netočna, društveno nepravedna, opasna te za moralnu osudu. Također je utvrđeno kako nema opravdanja za rasnu diskriminaciju ni u teoriji niti u praksi.
Rasizam je relativno moderan koncept nastao tijekom europskog imperijalizma i rasta kapitalizma, a pogotovo tijekom Atlantske trgovine robljem, za koju je bio ključni pokretač. Također je bio glavni čimbenik rasne segregacije u Sjedinjenim Američkim Državama u 19. i ranom 20. stoljeću i apartheidu u Južnoj Africi; rasizam u zapadnim kulturama 19. i 20. stoljeća je temeljito dokumentiran i služi kao referentna točka za studije rasizma. Ključna je uloga rasizma u genocidima poput Holokausta, genocida nad Armencima, genocida u Ruandi i genocida nad Srbima u NDH, kao i u kolonijalnim projektima koji uključuju europsku kolonizaciju Amerika, Afrike i Azije te prisilno raseljavanje u Sovjetskom Savezu i deportacija domorodačkih manjina. Domorodački narodi su često u povijesti, kao i danas, bili predmetom rasističkih stavova.

## Etimologija, definicija i upotreba termina
U 19. su se stoljeću mnogi znanstvenici pridružili vjerovanju da se ljudska populacija može podijeliti na rase. Termin rasizam je imenica koja opisuje stanje bivanja rasistom, t.j. vjerovanja da ljudska populacija može ili treba biti podijeljena na rase koje imaju različite mogućnosti i odlike, što potiče političke ideologije u kojima su prava i privilegije različito razdijeljeni ovisno o rasnim kategorijama. Termin "rasist" označava osobu koja se priklanja takvim vjerovanjima. Porijeklo riječi "rasa" nije razjašenjeno. U hrvatskom jeziku se pojavljuje kroz utjecaj njemačkog jezika. Lingvisti se generalno slažu da je u germanske jezike došla iz srednjofrancuskog jezika, no nema konsenzusa o tome odakle se pojavila u latinskim jezicima. Jedan od posljednjih prijedloga pretpostavlja kako dolazi od arapskog ra's, što znači "glava, početak, izvor", ili hebrejskog rosh, koje ima slično značenje.  Rani teoretičari rase uglavnom su smatrali da su neke rase inferiorne drugima te su vjerovali da je različito tretiranje rasa potpuno opravdano. Ove su rane teorije poticale pseudoznanstvene istraživačke hipoteze; kolektivni pokušaji da se adekvatno definiraju i oblikuju hipoteze o rasnim razlikama nazivaju se znanstvenim rasizmom, iako je taj termin pogrešan, budući da takvi pokušaji nemaju nikakvu znanstvenu osnovu.
Većina biologa, antropologa i sociologa odbacuje rasnu taksonomiju u korist više specifičnih i/ili empirijski provjerljivih kriterija poput geografije, etničnosti ili povijesti. endogamije. Istraživanja ljudskog genoma pokazala su kako rasa nema značenja kao genetska klasifikacija ljudskih bića.
Riječ rasizam relativno je nedavno ušla u popularnu upotrebu. U zapadnom se svijetu proširila 1930-ih godina kad je korištena za opisivanje društvene i političke ideologije nacizma, unutar koje se "rasa" tretirala kao prirodna politička jedinica. Znanstvenici se slažu da je rasizam postojao prije nastanka termina, no ne postoji opći konsenzus o jedinstvenoj definiciji toga što rasizam jest, a što nije. Danas neki istraživači rasizma preferiraju korištenje pluralnog koncepta rasizmi kako bi istaknuli mnoge različite oblike koji se ne mogu lako sažeti u jednu definiciju. Također se pretpostavlja da su različiti oblici rasizma karakteristični za različite povijesne periode i geografska područja. Garner (2009) sažima različite postojeće definicije rasizma i izdvaja tri zajednička elementa koji se u njima pojavljuju. Prvo, povijesni, hijerarhijski odnos moći između skupina, drugo, set ideja (ideologiju) o rasnim razlikama, i treće, diskriminatorne akcije (prakse).

### Legalna
Iako su mnoge svjetske države donijele zakone vezane uz rasu i diskriminaciju, prvi značajni međunarodni instrument zaštite ljudskih prava, Opću deklaraciju o pravima čovjeka (ODPČ), razvili su Ujedinjeni narodi i usvojila Opća skupština Ujedinjenih naroda 1948. godine. ODPČ prepoznaje da su ljudima, da bi ih se tretiralo s dostojanstvom, potrebna ekonomska prava, građanska i politička prava uključujući obrazovanje te prava na kulturno i političko sudjelovanje te temeljne slobode. Nadalje, iskazuje da ova prava pripadaju svakoj osobi "bez razlike bilo koje vrste, kao što je rasa, boja kože, spol, jezik, vjeroispovijed, političko ili drugo mišljenje, nacionalno ili društveno podrijetlo, imovina, rođenje ili drugi status".

UN ne definira "rasizam", ali definira "rasnu diskriminaciju". Prema Međunarodnoj konvenciji o ukidanju svih oblika rasne diskriminacije iz 1965. godine,
| »       | izraz “rasna diskriminacija” odnosi se na svako razlikovanje, isključivanje, ograničavanje ili davanje prvenstva koji se zasnivaju na rasi, boji, precima, nacionalnom ili etničkom porijeklu i koji imaju za svrhu ili za rezultat da unište ili da ugroze priznavanje, uživanje ili vršenje, pod jednakim uvjetima, prava čovjeka i osnovnih sloboda na političkom, ekonomskom, socijalnom i kulturnom polju ili na svakom drugom polju javnog života. | « |
| {{{2}}} | |   |

U UNESCOvoj Deklaraciji o rasi i rasnim predrasudama (Članak 1), UN ustvrđuje da "svi ljudi pripadaju jednoj vrsti i potiču od zajedničkih predaka. Rađaju se jednaki u dostojanstvu i pravima i svi formiraju integralni dio čovječanstva."
Definicija rasne diskriminacije Ujedinjenih naroda ne pravi razliku između
diskriminacije temeljem rase i etničke pripadnosti, dijelom zato što je razlika između te dvije vrste diskriminacije bila predmetom rasprave među akademicima, uključujući i antropologe. Na sličan način, u britanskom pravu izraz rasna skupina znači "bilo koja skupina ljudi koja se definira pozivanjem na njihovu rasu, boju kože, nacionalnost (uključujući državljanstvo) ili etničko ili nacionalno podrijetlo".
U Norveškoj je izraz "rasa" uklonjen iz državnih zakona koji se tiču diskriminacije budući da se korištenje tog izraza smatra problematičnim i neetičkim. Norveški antidiskriminacijski akt zabranjuje diskriminaciju na temelju etniciteta, nacionalne pripadnosti, podrijetla i boje kože.

### Društvene znanosti
Sociolozi većinom prepoznaju "rasu" kao društveni konstrukt. To znači da, iako su koncepti rase i rasizma zasnovani na vidljivim biološkim karakteristikama, sve što se može zaključiti o rasi na temelju takvih uvida je pod velikim utjecajem kulturnih ideologija. Rasizam kao ideologiju nalazimo u društvu i na individualnom i na institucionalnom nivou.
Iako je velik dio istraživanja i rada na temi rasizma tijekom posljednje polovice stoljeća fokusiran na "bjelački rasizam" zapadnog svijeta, diljem planeta možemo pronaći povijesne zapise o društvenim praksama temeljenim na rasi. Stoga rasizam možemo široko definirati kao skup individualnih i grupnih predrasuda i diskriminatornih činova koji rezultiraju materijalnim i kulturnim privilegijama koncentriranim kod većinske ili dominantne društvene skupine. Takozvani "bjelački rasizam" odnosi se na društva u kojima bjelačka populacija čini većinsku ili dominantnu društvenu skupinu. U istraživanjima ovih većinom bjelačkih društava, agregat materijalnih i kulturnih privilegija obično se naziva "bjelačkom privilegijom".
Rasa i rasni odnosi predmet su socioloških i ekonomskih istraživanja. Velik dio sociološke literature bavi se bjelačkim rasizmom. Neke od najranijih socioloških radova na temu rasizma napisao je sociolog W. E. B. Du Bois, prvi Afroamerikanac koji je doktorirao na Harvadovom sveučilištu. Du Bois piše: "problem dvadesetog stoljeća je problem boje-linije". Wellman (1993) definira rasizam kao "kulturno prihvaćena vjerovanja koja, neovisno o namjeri, brane privilegije koje imaju bijelci zbog podređene pozicije rasnih manjina". I u sociologiji i ekonomskoj znanosti rezultati rasističkih akcija često se mjere nejednakošću dohotka, bogatstva, neto vrijednosti i mogućnošću pristupa drugim kulturnim resursima (poput obrazovanja) između različitih rasnih skupina.
U sociologiji i socijalnoj psihologiji, rasni identitet i stjecanje tog identiteta često se koriste kao varijable u studijima rasizma. Rasne ideologije i rasni identitet utječu na individualnu percepciju rase i diskriminacije. Cazenave i Maddern (1999) definiraju rasizam kao "visoko organiziran sustav grupnih privilegija temeljenih na 'rasi' koji djeluje na svakom stupnju društva te je održavan kroz sofisticiranu ideologiju 'rasne' nadmoći/nadmoći boje kože. Čini se da rasna centralnost (stupanj prepoznavanja rasnog identiteta individue od strane kulture) utječe na stupanj diskriminacije koji mladi Afroamerikanci doživljavaju, dok bi rasna ideologija mogla ublažavati detrimentalne emocionalne efekte takve diskriminacije." Sellers i Shelton (2003) zaključuju da na odnos između rasne diskriminacije i emocionalnog stresa utječu rasne ideologije i društvena vjerovanja.
Neki sociolozi smatraju da se, pogotovo na Zapadu gdje se rasizam često negativno sankcionira u društvu, rasizam promijenio i iz javnog, otvorenog postao pritajeniji izraz rasnih predrasuda. "Novije" (skrivenije i teže vidljive) oblike rasizma - koje možemo smatrati ugrađenima u društvene procese i strukture - teže je istraživati i konfrontirati. Pretpostavlja se da, iako je u mnogim državama otvoreni ili eksplicitni rasizam postao tabu, čak i među onim zajednicama koje prikazuju eksplicitne egalitarne stavove još uvijek postoji nesvijesni implicitni rasizam.
Ovaj je proces predmet istraživanja socijalne psihologije kroz implicitne asocijacije i implicitne stavove koji čine komponente implicitne kognicije. Implicitni stavovi prema objektu stava ili samom sebi su zaključci koji se donose nesvijesno. Ovi zaključci su uglavnom naklonjeni ili nenaklonjeni objektu, a proizlaze iz različitih utjecaja na individualno iskustvo. Implicitni stavovi nisu svijesno identificirani (ili su krivo identificirani) ostaci prošlih iskustava koji posreduju naklonjene ili nenaklonjene osjećaje, misli ili akcije prema društvenim objektima. Takvi osjećaji, misli ili akcije utječu na ponašanje kojeg osoba ne mora biti svijesna.
Dakle, podsvijesni rasizam može djelovati na naše vizualno procesiranje i na djelovanje našeg uma kad nas se subliminalno izlaže licima različitih boja kože. Primjerice, društvena psihologinja Jennifer L. Eberhardt (2004) sa Sveučilišta Stanford tvrdi da je crnaštvo u našim mislima toliko povezano s kriminalom da ćemo crnačka lica automatski prepoznati kao kriminalne objekte. Takva izlaganja utječu na naše umove i mogu uzrokovati podsvijesni rasizam u našem ponašanju prema drugim ljudima, ili čak objektima. Rasističke misli i akcije mogu proizaći iz stereotipa i strahova kojih nismo svijesni. Primjerice, znanstvenici i aktivisti upozoravaju na to da je upotreba stereotipa o "nigerijskoj prevari", koja se odnosi na tip prijevare koja od žrtve zahtjeva predujam, rasistička budući da je "reduciranje Nigerije na naciju prevaranata i lažnih prinčeva, što neki ljudi još uvijek čine online, stereotip koji treba prozvati".

### Humanističke znanosti
Jezik, lingvistika i diskurs zajedno s književnošću i umjetnosti čine aktivna područja proučavanja unutar humanističkih znanosti. Analiza diskursa bavi se značenjem rase i rasističkih činova kroz pomno istraživanje načina na koje se ovi faktori ljudskog društva opisuju unutar različitih pisanih i usmenih djela. Primjerice, Van Dijk (1992) istražuje različite načine na koje su opisi rasizma i rasističkih činova prikazani kod počinitelja takvih akcija, za razliku od onih toga kako su prikazani kod njihovih žrtava. On bilježi da u slučaju kad opisi činova imaju negativne implikacije za većinu, a pogotovo za bjelačke elite, su često smatrani kontroverznima i takve su kontroverzne interpretacije uglavnom označene navodnicima ili dočekane izrazima sumnje. Knjiga The Souls of Black Folk" W.E.B. du Boisa predstavlja ranu afroameričku književnost koja opisuje autorova iskustva s rasizmom tijekom njegovog putovanja po američkom Jugu kao Afroamerikanca.
Velik dio američke književne fikcije orijentiran je na probleme rasizma i crnog "rasnog iskustva" u SAD-u, uključujući i radove bjelačkih pisaca poput Čiča Tomine kolibe, Ubiti pticu rugalicu, Imitation of Life spisateljice Fannie Hurst ili čak nefiktivne radove poput Black Like Me novinara Johna Howarda Griffina koji je privremeno potamnio svoju kožu i putovao američkim Jugom u vrijeme rasne segregacije. Ove i slične knjige doprinijele su nastanku narativa bijelog spasitelja, u kojem su glavne heroine i heroji uvijek bijeli unatoč tome što je u priči riječ o crnim likovima. Analiza sadržaja takvih tekstova nerijetko je u snažnom kontrastu u odnosu na opise Afroamerikanaca i njihovih iskustava u američkom društvu kod crnih autora. Unutar crnih studija, neki smatraju da se afroamerički pisci koji pišu o bjelini odmiču od problema rase, dok drugi to vide kao afroameričku književnu tradiciju "književnosti bijelog otuđenja", dio opsežnijeg pokušaja izazivanja i okončavanja "superiornosti" bijele rase u SAD-u.

### Popularna uporaba
Rječnici ovu riječ povezuju s opisom predrasuda i diskriminacije temeljene na rasi.
Rasizam se također može koristiti za opis okolnosti u društvu u kojem se dominantna rasna skupina koristi opresijom, drugih neovisno o tome želi li skupina takve pogodnosti ili ne. Filozofkinja Ladelle McWhorter u svojoj knjizi Racism and Sexual Oppression in Anglo-America: A Genealogy smješta fokus modernog rasizma na ideje dominantne, uglavnom bjelačke skupine o rasnoj čistoći i napretku umjesto na ideologiju otvorenog i očiglednog ugnjetavanja nebjelačkih skupina.
U popularnoj upotrebi, a i u nekim akademskim izvorima ne pravi se velika razlika između "rasizma" i "Etnocentrizam|etnocentrizma". Često se oba termina koriste zajedno kao "rasno i etničko" u opisu nekog čina ili posljedica vezanih uz predrasude unutar većinske ili dominantne skupine u društvu. Nadalje, značenje termina rasizam često se miješa s izrazima predrasuda, netrpeljivosti i diskriminacije. Rasizam je kompleksni koncept koji može sadržavati svaki od tih elemenata, ali ne može se s njima izjednačavati i nije sinonim za njih.
Ovaj se izraz često koristi u odnosu na ono što se smatra predrasudama unutar manjinskih ili nedominantnih skupina, poput koncepta obrnutog rasizma. "Obrnuti rasizam" je koncept koji se često koristi kako bi se opisali činovi diskriminacije ili netrpeljivosti prema članovima dominantne rasne ili etničke skupine uz pokazivanje naklonosti članovima manjinskih skupina.
 Ovaj se koncept pogotovo koristi u SAD-u u raspravama o politikama poput pozitivne diskriminacije koje za svrhu imaju ispravljanje rasne nejednakosti.Ipak, mnogi se stručnjaci slažu da je obrnuti rasizam mit, a ne realnost. Znanstvenici uglavnom ne definiraju rasizam samo u smislu individualnih predrasuda, već uključuju i strukture moći koje štite interese dominantne kulture i aktivno diskriminiraju etničke manjine. Gledano iz te perspektive, iako članovi etničkih manjina mogu imati predrasuda prema članovima dominantne kulture, oni nemaju političku i ekonomsku moć da bi ih aktivno tlačili, i stoga ne mogu prakticirati "rasizam".

## Aspekti
Rasističke ideologije mogu se manifestirati u mnogim aspektima društvenog života.

### Averzivni rasizam
Averzivni rasizam je oblik implicitnog rasizma u kojem se nesvjesna negativna procjena rasnih ili etničkih manjina kod neke osobe ostvaruje kroz uporno izbjegavanje interakcije s drugim rasnim ili etničkim skupinama. Za razliku od tradicionalnog, otvorenog rasizma, kojeg karakterizira otvorena mržnja i eksplicitna diskriminacija rasnih/etničkih manjina, averzivni rasizam karakteriziraju kompleksniji, ambivalentni izražaji i stavovi.
Ovaj je termin izmislio Joel Kovel kako bi opisao suptilna rasistička ponašanja bilo koje etničke ili rasne skupine koja racionalizira svoju averziju prema određenoj skupini pozivajući se na pravila ili stereotipe. Osobe koje se ponašaju na averzivno rasistički način mogu izjavljivati egalitarne stavove i često poricati svoje rasno motivirano ponašanje, ali usprkos tome, one mijenjaju svoje ponašanje kod interakcije s osobom koja pripada drugačijoj rasnoj ili etničkoj skupini. Motivacija za takvu promjenu smatra se implicitnom ili podsvijesnom. Postojanje averzivnog rasizma je empirijski dokazano kroz eksperimente. Averzivni rasizam ima potencijalno ozbiljne implikacije u donošenju odluka kod zapošljavanja, legalnih odluka i kod pomagačkih ponašanja.

### Daltonizam
Kad govorimo o rasizmu, daltonizam se odnosi na odnosi na ignoriranje rasnih karakteristika unutar društvenih interakcija, primjerice, u odbijanju pozitivne diskriminacije kojoj je cilj utjecati na posljedice diskriminatornih obrazaca iz prošlosti. Smatra se da kroz takvo odbijanje uviđanja rasnih razlika rasni daltonizam zapravo nesvjesno perpetuira obrasce koji proizvode rasnu nejednakost.
Američki sociolog Eduardo Bonilla-Silva tvrdi da daltonistički rasizam proizlazi iz "apstraktnog liberalizma, biologizacije kulture, naturalizacije rasnih pitanja i minimizacije rasizma". Daltonističke prakse su "suptilne, institucionalne, i naizgled nerasne", budući da se rasa eksplicitno ignorira u donošenju odluka. Primjerice, ako se pitanje rase zanemaruje kod većinski bjelačkih populacija, onda bjelaštvo postaje normativni standard, dok nebjelačko stanovništvo postaje drugotno, a rasizam koji proživljava biva umanjenim ili brisanim. Na individualnom nivou, osobe s "daltonističkim predrasudama" odbijaju rasne ideologije, ali isto tako i sustavne politike kojima je cilj suzbijanje institucionalnog rasizma.

## Povijest
Rasizam je u raznim oblicima postojao kroz cijelu povijest ljudskog razvitka, no kao konkretnu ideologiju razvili su ga europski antropolozi 19. stoljeća istražujući primitivna društva. Zloupotrebljavajući između ostalog i Darwinovu teoriju evolucije, razvili su klasifikaciju ljudske vrste po tzv. rasama, uz obrazloženje kako su različite rase manje ili više odmakle u evolucijskom napretku u odnosu na izumrle pretke koje čovjek dijeli s čovjekolikim majmunima. Smatrali su da je nizak općedruštveni razvoj primitivnih društava ne samo kulturno nego i onim što su smatrali biološki intrinsičnim, slabijim umnim sposobnostima. Tako su iz Afrike i zaostalih dijelova Azije stizale dezinformacije o poluljudima-polumajmunima. Najpoznatiji je primjer orangutan, kojeg su opisivali kao ljudsko biće pokriveno dlakom i sa snažnom majmunskom čeljusti.
Rane pristaše rasističke ideologije smatrale su da je viši stupanj društvenog razvoja lako mjerljiv nekim fizičkim karakteristikama, npr. oblikom lubanje i volumenom njenog intrakranijalnog prostora. Preciznija mjerenja i statistike su međutim pokazala da bitnih razlika u tom volumenu među onime što su smatrali "rasama" nema, kao ni njegovu poveznicu s kvocijentom inteligencije.
Sam Charles Darwin je ove ideje odbacivao, ukazujući da sve tzv. rase pripadaju istoj životinjskoj vrsti (Homo sapiens L.), jer se jednostavno međusobno križaju, te da su danas lako vidljive razlike uvjetovane kulturnom, a ne prirodnom evolucijom, koja nije dovela do bitnih bioloških promjena.
Ideolozi rasizma su na to uzvraćali da je križanje doduše moguće, ali da se križanjem pripadnika više i niže rase dobiva "iskvareni" primjerak koji se neopravdano pokušava ugurati u "višu rasu", a da je u najboljem slučaju je negdje u sredini. Primjer takve prakse su robovlasnici jugu SAD-a koji su često, uglavnom kroz sustavno silovanje, dobivali djecu sa svojim crnim robinjama, te ih smatrali "potpunim crncima" i također držali kao robove, bez primisli o očinskim osjećajima. "Miješanje rasa" je ostalo društveni tabu i bilo je otvoreno žestoko osuđivano i nakon ukidanja robovlasništva u toj državi.
Rasističke su ideje uglavnom bile u službi europskog imperijalizma, argumentirajući da je prirodan poredak stvari da "bijeli Europljani" budu vladari nad društvima koje su pokorili u kolonijama. U ustaljenom načinu rada pseudoznanosti, podaci koji nisu išli u prilog ideji zanemarivali su se, kao npr. da, iako postoje narodi koji žive na stupnju kamenog doba, mnogi izvaneuropski narodi imaju dugu tradiciju visokorazvijene civilizacije koje su još prije samo nekoliko stoljeća bile daleko društveno nadmoćne europskoj.
U vremenu prije i tijekom Drugog svjetskog rata, rasizam i njegove najgore posljedice pojavile su se i u imperijalnom Japanu, a i dalje preživljavaju u implicitnom obliku kroz društvene navike.
Gotovo uvijek, rasistička ideologija vezana je s idejom da su neke tzv. rase prirodno superiornije od drugih, pa da je i prirodno da budu u superiornom društvenom položaju, te da je čak dozvoljeno koristiti silu da se taj položaj održi i spriječi "kvarenje rase".
Najradikalniji oblik rasističke ideologije u suvremenoj povijesti je nacionalsocijalizam, koji razlikuje Arijce kao "rasu gospodara", rase koje Arijcima mogu biti samo sluge ili robovi (npr. Slaveni), te rase koje trebe istrijebiti (Židovi, Romi) - posljednja ideja ostvarivana je kroz Holokaust u širem smislu, gdje su europski Židovi bili progonjeni kao pripadnici "niže rase", a ne kao pripadnici religije, čak i onda ako su im oba roditelja kršćani.
Na "odvajanju rasa" se bazirao npr. sustav apartheida u Južnoafričkoj Republici i isključivanje crnaca iz političkih prava na jugu SAD-a, koje se nakon ukidanja ove vrste ropstva (SAD i dalje prakticira oblik robovlasništva kroz kažnjavanje prisilnim radom) 1865. godine zadržalo sve do 60-ih godina 20. stoljeća. (Vidi npr. članak Rosa Parks)

### Istraživanja
Podrobnija antropološka i druga znanstvena istraživanja u 20. stoljeću pokazala su da je "primitivnost" primitivnih kultura relativna: jedan lovac i sakupljač, iako je nepismen i posjetuje vrlo primitivna oruđa, iskazuje u svojem životu visoku inteligenciju i brojna znanja i vještine. Lingvistička su istraživanja pokazala da su, suprotno prvobitnim utiscima o tome da neka primitivna plemena govore jedva artikuliranim, poluživotinjskim jezicima, svi ljudski jezici vrlo slične osnovne strukture, daleko složenije od bilo kojeg životinjskog sustava komunikacije. Čak i najprimitivniji jezici imaju jednak potencijal kao i najrazvijeniji za izražavanje suptilnih, apstraktnih misli, iako ih naravno zbog kulturne zaostalosti ne koriste.
Najjači argument protiv rasizma dala su molekularnobiološka i genetička istraživanja kao što su projekt humanog genoma koja su pokazala kako su, na fundamentalnoj nasljednoj osnovi, razlike među onim što se smatralo "rasama" neznatne i takve da je bilo kakva takva podjela ljudske vrste neutemeljena.

### Rasizam danas
Rasistička ideologija je ekplicitno nazočna u nekim ekstremističkim skupinama i pokretima kao što su Ku Klux Klan i neonacizam, a implicitno znatno šire kroz ekstremno desničarske političke pokrete. Pojavljuje se i izvan okvira "bijelih".